# Eugénie Le Sommer
Eugénie Anne Claudine Le Sommer-Dariel, född 18 maj 1989 i Grasse, är en fransk fotbollsspelare (anfallare). Sedan 2010 spelar hon i det franska klubblaget Olympique Lyonnais.
Sedan 2009 spelar Le Sommer i Frankrikes landslag och hon har spelat över 150 landskamper för landet. Hon har deltagit i världsmästerskapet såväl 2011 som 2015, och i världsmästerskapet på hemmaplan i Frankrike år 2019 inledde hon målskyttet i öppningsmatchen mot Sydkorea genom att göra 1–0 i den 9:e minuten.